# HD 32890
HD 32890，又名CD-26 2005，SAO 170050、HR 1655，是一颗恒星，视星等为5.73，位于銀經227.54，銀緯-33.91，其B1900.0坐标为赤經5h 1m 12.5s，赤緯-26° -33.91′ 14″。